# نمایان تپه

## نمایون تپه یا نمایان تپه در بهشهر (همایون تپه)
نمایان تپه مربوط به دوران‌های تاریخی پس از اسلام است و در بهشهر، شمال شهر واقع شده و این اثر در تاریخ ۷ مهر ۱۳۸۱ با شمارهٔ ثبت ۶۲۷۰ به‌عنوان یکی از آثار ملی ایران به ثبت رسیده‌است.

### اهداف ایجاد نمایون یا نمایان تپه
یکی از اهداف مهم احداث و احیاء اشرف البلاد (بهشهر) در دوره صفویه ویژگی‌های طبیعی و کاربرد امنیتی و وجود شکارگاه‌های متعدد در اطراف این ناحیه بود.
در دوره‌های پس از شاه عباس اول در اطراف اشرف، بناهای متعددی توسط پادشاهان صفوی برای استفاده از این امکانات و در راستای تأمین امنیت بیشتر ایجاد شد؛ یکی از مهم‌ترین آنان همایون تپه یا نمایون تپه بود که در زمان شاه عباس دوم توسعه و گسترش فراوان .(۶۵۷، یافت (محمدمعصوم بن زین العابدین، ۱۳۴۵: ج ۳

### ویژگی‌ها
ویژگی‌های ظاهری و کاربرد امنیتی و استقرار نمایون تپه – نمایون تپه به شرح زیر است: در حدود ۳ کیلومتری شمال اشرف بر طرف شرقی راهی که به دریا می‌رود، تپه دستی بزرگی است که ارتفاع آن در حدود سی متر و سطح بالای آن در حدود دو هکتار است.
بر بالای آن بنای ۶۴ سانتی‌متر با × هشت ضلعی از سنگ سفید آهکی بوده‌است. اغلب سنگ‌ها به ابعاد ۶۴ قطری نزدیک به ده سانتی‌متر که روکاری ساختمان از آنها بوده‌است. رونمای خارجی بیشتر سنگ‌ها، علائم مخصوص سنگ تراشان عصر صفوی حک شده‌است.
دامنه‌های تپه و بالای آن درختکاری بوده‌است و امروز هم درختان انار و مرکبات در آن زیاد است، ولی اغلب جوان و نسبتاً تازه کاشت بودند و به دوران آبادانی تپه مربوط نبود (ستوده، ۱۳۶۶: ج ۴ ۶۵۸).

### چگونگی احداث
در کتاب عباس نامه در مورد همایون تپه، سال و، چگونگی احداث آن چنین آمده‌است: «در سال ۱۰۶۲ شاه عباس دوم (۱۰۵۲–۱۰۷۷) دستور داد بر سر پشته ای که نزدیک شهر اشرف است کاخی بسازند و در سال ۱۰۶۳ کاخ تمام شده بود و به حفر دریاچه و گل‌کاری و سایر لوازم فرمان دادند و آن مکان شریف را به نمایون تپه موسوم فرمودند.» (قزوینی، ۱۶۹: ۱۳۲۵)
باز در همین کتاب: آمده، در سال ۱۰۶۳ قمری شاه عباس دوم از سیر و گردش فرح آباد بازمی‌گشت، به دیدن همایون تپه رفت «و چون در سنه سالفه پشته ای را که در رفعت نمودار آسمان و در استداره اطراف شبیه چرخ گردون بود، در قرب شهر انتخاب فرموده به ساختن بنائی بر بالای آن فرمان داده بودند و این کار صورت انجام یافته بود.
در این اوقات لازم السعادت نیز متوجه اتمام آن شده به حفر دریاچه و گل‌کاری‌ها و سایر لوازم فرمان دادند و آن مکان شریف را به نمایون تپه موسوم فرمودند». (همان: ۱۶۹–۱۷۰)

### نزدیک‌ترین مکان‌ها به آن
از باغ حاج عابدین ابراهیم پور تا نمایون تپه ۲٫۵ کیلومتر
از شهرک صنعتی فعلی بهشهر تا همایون تپه ۳٫۸ کیلومتر
از گرجی محله تا نمایون تپه ۴٫۱ کیلومتر
از محله زیروانیان تا همایون تپه ۴٫۳ کیلومتر
از قنبرآباد تا نمایون تپه ۴٫۵ کیلومتر
از علی تپه تا نمایون تپه ۵٫۳ کیلومتر
از تروجن (شهیدآباد) تا نمایان تپه ۶٫۳ کیلومتر
از روستای (قره تپه) سیاه تپه تا نمایون تپه ۱۰ کیلومتر
از جنگل پاسند تا نمایون تپه ۱۱ کیلومتر
از استان مازندران تا نمایون تپه ۱۲۰ کیلومتر